# Патриотический фронт имени Мануэля Родригеса
Патриотический Фронт Мануэля Родригеса (исп. Frente Patriótico Manuel Rodríguez) — чилийская леворадикальная организация, боровшаяся с диктатурой Аугусто Пиночета пришедшего в власти в ходе переворота 1973 г. Была создана в 1983 г., в Гаване как вооружённое крыло КПЧ и взяла название в честь чилийского героя национально-освободительной борьбы Мануэля Родригеса. Состояла из чилийских офицеров получивших профессиональное военное образование на Кубе. Позднее стала отдельной от КПЧ организацией. Организовал покушение на Пиночета 7 сентября 1986. Разгромлен в результате Операции «Албания» 15 июня 1987, когда агенты чилийской тайной полиции СЕНИ под командованием майора Корбалана физически ликвидировали руководство организации.

## История появления

### Предложение Кастро.
В 1973 году в Чили случился государственный переворот, в результате которого к власти пришёл генерал Аугусто Пиночет.
В 1974 г. в Гавану прилетел Володя Тейтельбойм, заменявший на посту генерального секретаря Коммунистической партии Чили арестованного путчистами Луиса Корвалана. После прилёта В. Тейтельбойм направился во Дворец Революции, где была назначена встреча с кубинским революционным руководителем Фиделем Кастро.
В ходе встречи в Дворце Революции Фидель Кастро предложил чилийским руководителям: Родригу Рохасу и Володе Тейтельбойму реализовать амбициозный проект подготовки молодых чилийских коммунистов в рядах Кубинских Вооружённых Революционных Сил (FAR).
Рохас и Тейтельбойм приняли такое предложение и чилийская коммунистическая молодёжь отправилась проходить полноценное военное образование в военной школе имени Камило Сьенфуэгоса и Антонио Масео. Другая часть чилийских коммунистов была зачислена в школу имени Вильгельма Пика в ГДР.

### Помощь СФНО.
В начале 1979 г. чилийские коммунисты получившие военное образование на Кубе отправились воевать в Никарагуа за Сандинистский Фронт Национального Освобождения. Среди участников войны в Никарагуа был и будущий руководитель ПФМР Рауль Пеллегрин Фридман. В Никарагуа даже был сформирован «Батальон Чили». Чилийские коммунисты принимали участие во всех боях сандинистов, включая бой за Манагуа.

На встрече между генеральным секретарём КПЧ Луисом Корваланом и высокопоставленным чиновником ГДР Фреди Траппеном, содержание которой было рассекречено в 1998 году, руководитель партии уведомил немецкого функционера: 
«…чилийская молодёжь, получившая обучение на Кубе, успешно прошла экзамен в Никарагуа, но нам пришлось оплакивать смерть двоих из наших бойцов. В общей сложности, 76 наших офицеров достигли высоких званий в сандинистких войсках. Один из них в настоящее время является личным советником главнокомандующего никарагуанскими вооруженными силами Хайме Ортеги». 

### Появление Фронта.
После вооружённой обкатки в Никарагуа бойцы КПЧ жаждали отправиться в Чили.
В 1982 году чилийский отряд пришёл в волнение: большинство офицеров во главе с ветераном войны в Никарагуа Гальварино Апабласа Геррой, подняли голос против зависимости их вооружённой структуры от КПЧ. Роль, которую молодые новобранцы Кубинских Вооружённых Сил сыграли в триумфе Сандинисткой Революции, способствовала постепенному отходу от традиционного партийного руководства.
В то время как в Москве, Восточном Берлине и Сантьяго шли усиленные приготовления к началу вооружённой борьбы КПЧ, в Гаване чилийский контингент лихорадило. Раздражённые задержками с отправкой на родину, комбатанты, проходившие курс военной подготовки на Кубе, в 1983 году подняли вопрос об отделении от партии и её «устаревшего» руководства. Под таким давлением руководство КПЧ было вынуждено создать вооружённое крыло партии — ПФМР. Среди акций боевиков — покушение на Пиночета (1986), убийства оперативника военной спецслужбы Роберто Фуэнтеса Моррисона (1989) и идеолога хунты Хайме Гусмана (1991).
После возвращения Чили к демократическим порядкам ПФМР продолжал вооружённую борьбу. Подавление было достигнуто к середине 1990-х силами новой спецслужбы Офис во главе которой стоял социалист Марсельо Шиллинг.